# Progresszív house
A progressive-house egy könnyűzenei irányzat. Eredetileg Nagy-Britanniából indult hódító útjára a korai 90-es években az amerikai és az európai house stílusok keveredésével, olyan születendő alirányzatok mellett, mint az italo house, az experimentális techno, vagy az ambient house. Jelenleg a legsikeresebb elektronikus tánczenei kiadványok e stílusból kerülnek ki, ha mindenképpen címkézni szeretnénk, bár ez egyre nagyobb kihívást jelent.
Létrejöttét számos dolog befolyásolta. Az irányzat a Stress és a Guerilla lemezkiadók munkásságának, a Leftfield első számainak (főleg a Song Of Life-nak), különböző művészeknek, elsősorban a Genesis P-Orridge nevével fémjelzett híres Throbbing Gristle-nek, vagy az akkori Mixmag szerkesztő, Dom Phillips által kitalált új kifejezésnek köszönhetően vált azzá, amit ma prog. house-nak hívunk.
A Stress Records, melyet Dave Seaman a Mixmag volt főszerkesztő-helyettesével, Nick Gordon Brownnal 1990-ben alapított, valamint a William Orbit nevéhez fűződő Guerilla lemezkiadó nagyban megalapozták a stílus jövőjét. E két label jelentetett meg legelőször prog. house kiadványokat, majd a kilencvenes évek közepétől egészen napjainkig elsősorban a Renaissance, a Boxed / Global Underground és John Digweed saját label-je, a Bedrock bábáskodott e stílus felett. A legsikeresebb és legjobban összehozott kiadványok e kiadók szárnyai alatt jöttek létre, kezdve a Sasha és John Digweed által jegyzett örök Renaissance-The Mix Collection-től, a nagyszerű Bedrock mixeken át, egészen a Global Underground cd-mix sorozat számos örökérvényű klasszikusáig. Ha mix-sorozatról beszélünk, meg kell említenünk a Kinetic Records dj-mix sorozatát a Tranceport-ot is, illetve a szintén színvonalas ausztrál Balance-t, melyek számos remek előadót és magát a tárgyalt stílust is segítettek megismertetni a világgal.
Az új hangzást idővel a klubok is elkezdték közvetíteni, a legelsők között említhetjük a liverpooli Alderaant, a leedsi Uniont és a londoni Elements-et. 1992-ben, az első szuperklub, a Renaissance megnyitotta kapuit a kis bányászvárosban, Mansfield-ben, és dj-i, elsősorban Sasha és az akkor még ismeretlen John Digweed lökést adtak a hangzásnak és elindították világkörüli útján.
Az angol-szász eredetű stílusirányzat Amerikában hosszú időn át underground maradt, egészen addig, míg a kilencvenes évek második felében Sasha & Digweed rezidenciát nem kapott a New York-i szuperklubban, a Twilo-ban. Ennek köszönhető, hogy ez a stílus is meghonosodott a tengerentúlon. Hiába Európai mivolta, az amerikai BT, első 1995-ben IMA címmel megjelenő albuma mérföldkőnek számított és etalonná vált, azonban sokan elkezdték másolni. Ahogy az öreg kontinensen, úgy az egész világon egyre nagyobb rétegeket hódított meg a progressive-house (ekkortájt epic house névvel is jelölték), olyan nagynevű előadók kóstoltak bele kisebb-nagyobb mértékben, mint a nagy öregnek számító Danny Tenaglia, Paul Oakenfold, a Deep Dish duó, illetve sokan mások. Mindenki prog-ot akart készíteni, s ez a folyamat egészen odáig fajult, hogy a szcéna ötlettelenségbe fulladt. Természetesen szép számmal akadtak olyan előadók is -mint a Hybrid, Quivver, Rabbit In The Moon illetve Fluke-, akik teljesen eredeti alkotásokkal lepték meg az elektronikus zenei világot, és a rengeteg szeméttel elárasztott piacot. Ennek ellenére a tömérdek kétes értékű, sablonos produkció megjelenése miatt a stílus unalmassá vált és ezzel a momentummal maga mögött tudhatta első tündöklését. A változás önmagáért kiáltott.
Kezdetben a zene a klasszikus négynegyedes house ütemre épült, nyakonöntve mélységgel, dub-hatású basszusokkal, és több melankolikus, érzelmes elemmel. Akkor, amikor a trance már túl populáris és melodikus lett, az elsötétült és átalakult -de sokak által temetett- progressive-house tudatosan ellenponttá kezdett válni. Olyan stílusokkal keveredve, mint a tribal house, mely a hangszerek és dallamok helyett inkább a különféle dobokat és a mély, döngető, sötét ritmusokat részesítette előnyben, valamint a könnyebben emészthető funkhouse és funky techno új erőt adott a haldokló szcénának. Persze nemcsak a tribal hatások segítettek felébreszteni a prog. house-t tetszhalott állapotából. Számos eklektikus zenei irányzat gyakorolt rá hatást, s az ezredforduló környékén olyan fiatal tehetségek jelentek meg az elektronikus zenei palettán, mint a Lexicon Avenue, valamint John Creamer & Stephane K, akik a lemezek pörgetése helyett saját, egyedi hangvételű alkotásaikkal hívták fel magukra a figyelmet. Ekkora a lemezlovasok egy új generációja is „felcseperedett”, olyan mára már széles körben ismert előadók, mint Anthony Pappa, Sander Kleinenberg, Sandra Collins vagy nem utolsósorban Danny Howells.
A stílusok keveredése jól működött, de pár éven belül újra sablonossá vált, a közönség sem volt már vevő a darálásra. A sötét, monoton ritmusok unalmassá tették a kritikusok által már egyébként is leírt, de világszerte közkedvelt elektronikus tánczenei irányzatot és hallani lehetett olyan híreket is, miszerint az úttörőnek számító Global Underground végleg csődbe megy a két tulajdonos fényűző életmódja miatt. Szerencsére pozitív fordulatot vettek a dolgok és mind az irányzat mind a GU új erőre lelt. A prog. house az akkortájt fénykorát élő stílustól, nu school breakz-től kapott vérfrissítést. Számos remek kiadvány látott napvilágot, de a tört ütemekkel történő fúzió nem tartott sokáig, csupán csak felkavarta az állóvizet.
2004-2005 körül a retrohullámnak köszönhetően lépett be a képbe az ugyancsak eltemetett electro, majd a minimal, s az utóbbi időben meglepő módon valami új kezdett kibontakozni e három stílus házasságából. Az electro tekergő, gépi ütemei és a minimal nyugodt, letisztult hangzása egy teljesen új előremutató irányt adott a már többször eltemetett, de még mindig oly népszerű progressive-house világnak.
Manapság az új hangzás miatt az irányzat népszerűbb, mint valaha, de az egykori underground elüzletiesedett, kommersz mivoltát már senki sem tagadhatja.

## Nevesebb előadók
- Alan Walker
- James Zabiela
- Sasha
- John Digweed
- Dave Seaman
- Nick Warren
- John Creamer & Stephane K
- Anthony Pappa
- Lexicon Avenue
- Mara
- Deep Dish
- Jimmy Van M
- Danny Howells
- Steve Lawler
- Lee Burridge
- Henry Saiz
- Sander Kleinenberg
- Hybrid
- Moshic
- Datar
- Bedrock
- Dousk
- Quivver
- Tarrentella & Redanka
- Timo Maas
- Hernan Cattaneo
- Chris Lake
- Glenn Morrison
- Gui Boratto
- Satoshi Tomiie
- Chus & Ceballos
- Tijuana
- Steve Porter
- Skylark
- Adam K & Soha
- Hernan Cattaneo

## Nagynevű kiadók
- Global Underground / GU Music
- Bedrock Records
- Yoshitoshi
- Plastic Fantastic
- Hooj Choons
- Cyber Records
- Forensic Records
- Choo Choo Records
- Stereo Productions
- Renaissance

## Magyar előadók
- Chriss
- Yvel & Tristan
- Moti Brothers
- Chris Drifter
- Gery Da Pig
- Peter Makto
- Rich
- Erich Von Kollar
- Kühl
- Ricardo Piedra
- Dorothy
- Tamas Rada
- Hunter
- Kornel Halasz